# Guvna
Guvna är en ort i Bosnien och Hercegovina.   Den ligger i entiteten Federationen Bosnien och Hercegovina, i den centrala delen av landet, 80 km väster om huvudstaden Sarajevo. Guvna ligger 710 meter över havet och antalet invånare är 180.
Terrängen runt Guvna är kuperad.Närmaste större samhälle är Bugojno, 5,4 km sydost om Guvna. 
Omgivningarna runt Guvna är en mosaik av jordbruksmark och naturlig växtlighet. Runt Guvna är det ganska tätbefolkat, med 93 invånare per kvadratkilometer.